# 滇鳾
滇鳾（學名：Sitta yunnanensis），又名雲南鳾，是雀形目鳾科的一種，生活于中國西南部。种加词 yunnanensis 意为“云南的”。

## 生态环境
高原鸟类，生活在海拔1300米－3200米的中山和高山地带，活动于山谷山坡的针叶林或针阔混交林间，有时可见与普通鳾混群活动。

## 分布地域
滇鳾为中国特有鸟种，分布于中国西南隅的三江并流区附近的山区，包括西藏东南部，四川西部、和云南西北部地区。

## 特征
滇鳾雄雌同形同色，成鸟上体为兰灰色，具粗大而长的黑色贯眼纹，贯眼纹甚长，可达肩部，贯眼纹上方具细的白色眉纹，这道细细的白色眉纹是其他鳾属鸟类所不具有的，是滇鳾的鉴别特征，另外滇鳾的下体为极淡的灰色，近污白色也是在野外识别滇鳾的一个重要特征。尾羽大部分为与上背相同的蓝灰色，但次外侧尾羽为黑色。虹膜暗褐色，喙黑色，足灰色。在野外，辨识本物种除了依靠上述形体特征外，还须参考其行为，鳾属鸟类大多喜欢在粗糙的树皮表面上下攀爬，常头上脚下地栖息，这种倒挂金钟的状态是其他鸟类少见的。

## 食物
滇鳾攀爬树皮以藏身于树皮缝隙内的昆虫为主要食物，主要取食鳞翅目、鞘翅目昆虫的幼虫，除了动物性食物，偶尔也取食花蕊、松子和其他植物的果实。

## 繁殖与保护
繁殖不详。
- IUCN濒危等级：LR/nt（生效年代： 2003年）